# José Cobos
José Javier Cobos Castillo (Strasburgo, 23 aprile 1968) è un ex calciatore francese di origini spagnole, di ruolo difensore.
È fratello di Vincent Cobos, anch'egli calciatore.

## Palmarès

### Competizioni nazionali
- Campionato francese: 1

Paris Saint-Germain: 1993-1994
- Coppa di Francia: 1

Paris Saint-Germain: 1994-1995
- Coppa di Lega francese: 1

Paris Saint-Germain: 1994-1995
- Supercoppa francese: 1

Paris Saint-Germain: 1995

### Competizioni internazionali
- Coppa delle Coppe: 1

Paris Saint-Germain: 1995-1996